# كاترين كلينتون
كاترين كلينتون (بالإنجليزية: Catherine Clinton)‏ هي مؤرخة أمريكية، ولدت في 5 أبريل 1952 في سياتل في الولايات المتحدة.